# Mikechuse
Mikechuse, naziv za jedno 'neprijateljsko' pleme koje spominje Barbour (1851), što je živjelo istočno od rijeke San Joaquin u Kaliforniji, u podnožjima Sierra Nevade uz gornje tokove rijeka Tuolumne, Merced i Mariposa. 
Hodge smatra da bi moglo pripadati skupini plemena Moquelumnan.